# Grêmio Esportivo Catanduvense
Il Grêmio Esportivo Catanduvense, noto anche semplicemente come Catanduvense, era una società calcistica brasiliana con sede nella città di Catanduva, nello stato di San Paolo.

## Storia
Il Grêmio Esportivo Catanduvense è stato fondato il 5 febbraio 1970, due anni dopo che un altro club di Catanduva, chiamato Catanduva Esporte Clube, era fallito, adottando il blu e il bianco come colori ufficiali. Il club aveva anche ereditato il posto del Cataduva EC nel Campeonato Paulista Segunda Divisão, all'epoca la terza divisione statale.
Il club ha vinto la seconda divisione del Campionato Paulista nel 1974, ma all'epoca non c'era nessuna promozione per la massima divisione statale.
Il Catanduvense ha partecipato alla seconda divisione del Campionato Paulista nel 1988, e ha adottato il rosso e il bianco come colori ufficiali, che erano anche i colori originali del Catanduva Esporte Clube. Dopo una buona campagna, il club è stato finalista, solo dietro al Bragantino di Vanderlei Luxemburgo, il club venne così promosso per l'anno successivo nella massima divisione statale.
Il club ha partecipato alla massima divisione statale per la prima volta nel 1989, terminando all'8º posto nel proprio gruppo. Nello stesso anno, il Catanduvense ha partecipato al Campeonato Brasileiro Série B, nella prima fase, il club era nello stesso gruppo di América-SP, Botafogo-SP, Goiânia, Goiatuba e Uberlândia, e aveva terminato al secondo posto. Nella seconda fase, il club è stato eliminato da Bragantino, dopo una sconfitta di 0-1 in casa nella gara di andata, e un pareggio di 1-1 a Bragança Paulista. Il Catanduvense terminò nella classifica generale al 27º posto.
Il club era profondamente pieno di debiti nel 1993, e alla fine venne sciolto.

## Palmarès

### Competizioni statali
- Campeonato Paulista Série A2: 1

1974